# ウォーレス・サージェント
ウォーレス・レスリー・ウィリアム・サージェント（Wallace Leslie William Sargent, 1935年2月15日 - 2012年10月29日）は、イギリス生まれでアメリカ合衆国で活動した天文学者である。リンカンシャー州 Elsham生まれ。クェーサーのスペクトルの吸収線から140億光年離れた銀河の存在を発見した。
マンチェスター大学で流体力学を学んだ後、天文物理学に転じ、1959年学位を得る。カリフォルニア工科大学、グリニッジ天文台で研究したあと、1964年からカリフォルニア工科大学の助教授になり、1971年から教授となった。1997年から2000年までパロマー天文台の台長を務めた。1981年王立協会フェロー選出。
妻のアニーラ・サージェント（w:Anneila Sargent）も天文学者である。
2012年10月29日、死去。77歳没。

## 賞歴・エポニム
賞
- ヘレン・B・ワーナー賞(1969年)
- ハイネマン賞天体物理学部門 (1991年）
- ブルース・メダル（1994年）
- 米国天文学会 ヘンリー・ノリス・ラッセル講師職（2001年）

命名
- 小惑星：(11758)Sargent[2]